# Vlag van Aubange
De vlag van Aubange is bevestigd door het gemeentebestuur als de vlag van de gemeente Aubange in de Belgische provincie Luxemburg. De vlag kan als volgt worden beschreven:
Zeven banen van groen en rood volgens de broekdiagonaal.
De Raad van Heraldiek en Vexillologie (Frans: Conseil d’héraldique et de vexillologie) stelde een vlag met een soortgelijk ontwerp voorgesteld, maar met witte banen in plaats van de groene. De vlag is hierdoor gelijk aan het gemeentewapen.

Vlagontwerp van de Raad van Heraldiek en Vexillologie